# Annoncée Manirarora
 (avril 2023).
Annoncée Manirarora, née le 30 juin 1976, est une femme politique Rwandaise, actuellement[Quand ?] membre de la Chambre des députés au Parlement du Rwanda.

## Biographie
Membre du Front patriotique rwandais, sa province est la Province de l'Ouest et son district est le District de Ngororero .
Elle a précédemment travaillé pour les Nations Unies et est une titulaire d'une maîtrise en études et prévention du génocide.